# Leicester Square (stanice metra v Londýně)
Leicester Square je stanice metra v Londýně, otevřená 15. prosince 1906. Původní název zněl Cranbourn Street. Nachází se na dvou linkách:
- Piccadilly Line - mezi stanicemi Piccadilly Circus a Covent Garden
- Northern Line - mezi stanicemi Charing Cross a Tottenham Court Road

| Rok  | Počet cestujících |
| ---- | ----------------- |
| 2011 | 38,78 mil.        |
| 2012 | 38,51 mil.        |
| 2013 | 38,60 mil.        |
| 2014 | 43,31 mil.        |